# Hercule Poirots Weihnachten
Hercule Poirots Weihnachten (Originaltitel Hercule Poirot’s Christmas) ist der 24. Kriminalroman von Agatha Christie. Er erschien zuerst im Vereinigten Königreich am 19. Dezember 1938 im Collins Crime Club (obwohl das Copyright der Erstausgabe auf 1939 datiert). In den Vereinigten Staaten erschien der Roman bei Dodd, Mead and Company im Februar 1939 unter dem Titel Murder for Christmas. Die deutsche Erstausgabe wurde 1961 im Scherz Verlag in der veröffentlicht. Im Atlantik Verlag erschien 2015 die heute verwendete Neuübersetzung von Michael Mundhenk.
Hercule Poirot ermittelt zu einem Mordfall in einem „verschlossenen Raum“. Der Handlungszeitrahmen erstreckt sich vom 22. bis zum 28. Dezember.

## Handlung
Der alte, gebrechliche Simeon Lee, der mit seinem Sohn Alfred und dessen Frau Lydia in Gorston Hall, einem großen Haus in England wohnt, lädt zu Weihnachten seine gesamte Familie zu sich ein, inklusive einiger „verschollener“ Familienmitglieder. Das sind im Einzelnen drei weitere Söhne: David, der seinen Vater für den Tod seiner Mutter verantwortlich macht, mit seiner Frau Hilda, der tot geglaubte Harry, den eine langjährige Antipathie mit Alfred verbindet, der ebenso geizige wie geldgierige Parlamentarier George und dessen verschwenderische Frau Magdalene sowie eine noch allen unbekannte Enkelin aus Spanien, Pilar Estravados. Simeon bekommt außerdem unerwartet Besuch von Stephen Farr, der sich als Sohn eines ehemaligen Geschäftspartners in Südafrika vorstellt, und lädt diesen über Weihnachten in sein Haus ein. An Heiligabend verkündet Simeon nach einem Telefonat mit seinem Anwalt und in Anwesenheit aller Familienmitglieder, dass er sein Testament ändern wolle. Alle vermuten, dass Pilar und Harry die Begünstigten sein werden.
Dem kurzsichtigen Butler Tressilian war schon zuvor eine Ähnlichkeit zwischen Stephen Farr und Harry Lee aufgefallen. Als er nun wiederum eine ähnliche Person sieht, zweifelt er an seinem Verstand; doch es ist nur ein Polizeibeamter der Grafschaft. Als Horbury, der Diener von Simeon Lee, erfährt, dass ein Polizist da ist, lässt er vor Schreck eine Tasse aus dem Familienporzellan fallen. Aber Inspektor Sugden möchte angeblich nur Spenden für die Polizeiwohlfahrt sammeln und geht nach einem kurzen Gespräch mit Simeon wieder. Simeon wünscht danach, wie oft am Abend, nicht mehr gestört zu werden. Spät am Abend hört man einen markerschütternden, unwirklichen Schrei und die offenbar in einem Kampf umfallenden Möbel; alle rennen nach oben zu Simeon Lees Zimmer. Die Tür ist von innen verschlossen und wird von Harry und Stephen aufgebrochen. Simeon Lee liegt mit aufgeschlitzter Kehle in einer Blutlache. Möbel wurden umgestoßen und überall ist Blut zu sehen. Viel zu viel Blut, wozu Lydia Lee flüsternd aus Macbeth zitiert: „Wer konnte denken, dass der alte Mann noch so viel Blut in sich gehabt…?“ Ein später auch von Poirot mehrfach aufgegriffenes Zitat. Just in diesem Augenblick trifft Inspektor Sugden erneut ein. Im Zimmer des Toten bemerkt Sugden, wie Pilar zwei kleine Objekte aus Gummi und Holz aufhebt, und fordert sie auf, ihm diese auszuhändigen.
Nachdem er einen anderen Fall in derselben Grafschaft gelöst hat, ist der belgische Meisterdetektiv Hercule Poirot bei dem Polizeichef Colonel Johnson zu Besuch, der von Inspektor Sugden zu den Lees gerufen wird. Poirot begleitet ihn. Inspektor Sugden erklärt ihnen nun, dass er in Wirklichkeit nicht gekommen sei, um Geld zu sammeln, vielmehr von Simeon selbst gerufen worden sei. Diesem seien einige ungeschliffene Diamanten gestohlen worden, woraufhin der alte Mann zwei Personen verdächtigt habe. Er habe den Inspektor gebeten später wiederzukommen, da er dann wisse, wer die Diamanten gestohlen habe. Als Sugden um halb acht zurückkehrte, war gerade der Mord entdeckt worden.
Tressilian erzählt dem Ermittlungsteam von Horburys seltsamem Verhalten. Dieser war aber zur Tatzeit im Kino, was schließlich auch von seiner Freundin und dem Platzanweiser bestätigt wird. Alfred scheint der einzige zu sein, der um seinen Vater trauert. Er war nach dem Abendessen mit Harry streitend im Speisezimmer geblieben. Lydia war im Wohnzimmer und schaute aus dem Fenster, was wiederum von Tressilian bestätigt wird. Hilda und David wollen im Musikzimmer gewesen sein. David hat Klavier gespielt, was von Lydia, Alfred und Harry gehört wurde. Allein für die Anwesenheit Hildas gibt es keinen Beweis; es hätte sich auch nur einer der beiden Ehepartner im Musikzimmer aufhalten können. Stephen war im Tanzzimmer und spielte Platten ab, was von den Dienstboten die ganze Zeit gehört wurde; er wartete auf Pilar, die angeblich auf ihrem Zimmer war. George will in Alfreds Arbeitszimmer telefoniert haben. Genau dies gibt aber auch seine Frau Magdalene an. Keiner der beiden will jedoch den anderen gesehen haben. Aus den Aussagen erfährt Poirot, dass Pilar im Mordzimmer etwas vom Boden aufheben wollte, der Inspektor ihr aber zuvorkam. Es handelt sich um einen Holznagel und ein kleines Stück Gummi, welches aus Simeons Toilettentasche geschnitten wurde, denen Sugden und Johnson jedoch keine Bedeutung beimessen.
Alfred beauftragt Poirot schließlich, den Mörder seines Vaters zu schnappen. Pilar und Harry sind die einzigen, die durch Simeons Tod einen Nachteil hatten, da Simeon ihnen wahrscheinlich etwas vermachen wollte. Bei der Testamentseröffnung erfährt man jedoch, dass Harry nie enterbt worden war. Nur Pilar geht leer aus. Lydia schlägt vor, ihr etwas zu überschreiben, da ihre Mutter ja eigentlich geerbt hätte. Außer George und Magdalene sind alle einverstanden.
Wie sich herausstellt, war Pilar zur Mordzeit nicht auf ihrem Zimmer, sondern versteckte sich in einer Nische zwischen Statuen, von wo aus sie eine Frau vor dem Mordzimmer stehen sah. George telefonierte zwar, aber nur etwa fünf Minuten und durchsuchte danach Alfreds Schreibtisch. Magdalene versteckte sich in der Besenkammer, weil sie Angst hatte, man würde sie an der Treppe sehen und denken, sie hätte den Mord begangen. Am Tag bemerkt Tressilian plötzlich, dass eine Zierkanonenkugel aus dem Garten verschwunden ist. Die Diamanten fanden sich bereits in dem von Lydia angelegten Steingarten. Stephen und Pilar scheinen sich ineinander zu verlieben. Sie waren sich auch schon vor Weihnachten in einem Zug begegnet. Als die beiden mit Ballons spielen, von denen einer an einer Stechpalme zerplatzt, sagt Pilar beiläufig, sie habe so etwas Ähnliches in Simeons Zimmer gefunden. Wenig später wird sie fast von der Kanonenkugel, die man oberhalb ihrer Zimmertür anbrachte, erschlagen.
Am 27. Dezember löst Poirot den Fall auf: Für ihn waren zunächst lediglich Alfred und Hilda verdächtig. Er merkte jedoch bald, dass er sich täuschte. Stephen Farrs Name ist eigentlich Stephen Grant, und er ist in Wirklichkeit einer von Simeon Lees unehelichen Söhnen. Pilar ist dagegen nicht Lees Enkelin, sondern nur eine Freundin der echten Pilar, die im Spanischen Bürgerkrieg starb. Der Mörder war Inspektor Sugden, auch er ein unehelicher Sohn des Hausherrn. Simeon hatte ihn nie gerufen. Sugden brachte seinen Vater bereits bei seinem ersten Besuch im Haus um. Er stahl die Diamanten, um den Verdacht auf Raubmord fallen zu lassen, stapelte die Möbel aufeinander, befestigte einen laut quietschenden Luftballon daran, band alles an ein Seil, das er aus dem Fenster hängen ließ, und zog später am Abend daran (was den vermeintlichen „Schrei“ des Opfers und den Lärm der umfallenden Möbel auslöste). Als er das Haus zum ersten Mal verließ, verschloss er die Zimmertür, indem er von außen mit einer Pinzette den innen steckenden Schlüssel drehte. Pech für ihn, dass Pilar den geplatzten Ballon fand, weswegen er versuchte sie zu töten, und dass Tressilian die Ähnlichkeit zwischen Stephen, Harry und ihm auffiel. „Pilar“, deren wirklicher Name Conchita Lopez ist, und Stephen gehen nach Südafrika, um zu heiraten. Colonel Johnson ist einmal mehr verblüfft, wie Poirot diesen Fall gelöst hat.

## Personen
- Hercule Poirot, der belgische Meisterdetektiv
- Colonel Johnson, der Polizeichef der Grafschaft
- Inspektor Sugden, Johnsons bester Mitarbeiter
- Simeon Lee, alter reicher Mann
- Alfred Lee, sein Sohn
- Lydia Lee, Alfreds Frau
- Tressilian, der Butler
- Horbury, Simeons Diener
- David Lee, Simeons Sohn
- Hilda Lee, Davids Frau
- George Lee, Simeons Sohn, Parlamentsabgeordneter
- Magdalene Lee, Georges Frau
- Harry Lee, Simeons Sohn
- Pilar Estravados, angebliche Enkelin von Simeon, in Wirklichkeit aber Conchita Lopez, deren Freundin
- Stephen Farr, Sohn von Simeons ehemaligem Freund und Geschäftspartner, in Wirklichkeit aber Stephen Grant und Simeons unehelicher Sohn

## Bezüge zu anderen Werken
Der Fall, den Poirot zuvor in derselben Grafschaft löste und der gelegentlich erwähnt wird, ist Nikotin. Auch Sir Charles Cartwright und Sir Bartholomew Strange aus Nikotin werden erwähnt.
Der Film Gosford Park von 2001 erinnert an Poirots Weihnachten.

## Verfilmungen
- Das Buch wurde 1995 als erste Folge der sechsten Staffel der Fernsehserie Agatha Christie’s Poirot mit David Suchet in der Hauptrolle verfilmt.
- Unter dem Titel Petits Meurtres en famille entstand in Frankreich eine 4-teilige Fernsehverfilmung, die zunächst 2006 und 2009 auf France 2 ausgestrahlt wurde (deutsch 2017 unter dem Titel Agatha Christie: Einladung zum Mord).

## Hörbücher
- Hercule Poirots Weihnachten (6 CDs), einzige ungekürzte Lesung. Gelesen von Martin Maria Schwarz. Regie: Hans Eckardt. Verlag und Studio für Hörbuchproduktionen, Marburg 2006.[6]
- Hercule Poirots Weihnachten (3 CDs), gekürzte Lesung. Gelesen von Klaus Dittmann. Regie: Guido A. Schick. Der Hörverlag, München 2009.[7]
- Hercule Poirots Weihnachten (1 MP3-CD), vollständige Lesung. Gelesen von Bastian Pastewka. Der Hörverlag 2022, ISBN 978-3-8445-4740-5.